# 战争学院 (奥地利)
战争学院是奧地利帝國以及之后的奥匈帝国的最高军事院校，該軍事院校主要为总参谋部培养人才。战争学校位于维也纳，在1852-1918年间办学。
战争学院成立之前，就有约瑟夫·拉德茨基·冯·拉德茨等军官提出过创办军事院校，在皇帝弗朗茨·约瑟夫一世繼位後，战争学校创办起来。其学员和教职员中有很多奥匈帝国军事名人，如康拉德·馮·赫岑多夫就曾在该校学习，后又在1888-1892年间在校教授战术。